# Marckolsheim
Marckolsheim (Markolsheim in tedesco e Màrkelse in alsaziano) è un comune francese di 4 159 abitanti situato nel dipartimento del Basso Reno nella regione del Grand Est.

## Società

### Evoluzione demografica
Abitanti censiti